# Woodwardiessa quadrata
Woodwardiessa quadrata är en insektsart som beskrevs av Robert L. Usinger och Ryuichi Matsuda 1959. Woodwardiessa quadrata ingår i släktet Woodwardiessa och familjen barkskinnbaggar. Inga underarter finns listade i Catalogue of Life.